# موريلو مينديز
موريلو مينديز (بالبرتغالية: Murilo Mendes‏) هو كاتب وشاعر برازيلي، ولد في 13 مايو 1901 في جويز دي فورا في البرازيل، وتوفي في 14 أغسطس 1975 في لشبونة في البرتغال.

## وصلات خارجية
- موريلو مينديز على موقع الموسوعة البريطانية (الإنجليزية)
- موريلو مينديز على موقع ديسكوغز (الإنجليزية)